# António Gamito
António Manuel da Câmara Pestana de Noronha Gamito • GCM • (Lisboa, 19 de abril de 1960), diplomata português, foi embaixador de Portugal na Argélia e no Luxemburgo, tendo ainda exercido funções na embaixada de Portugal em Washington, na missão permanente junto da Organização das Nações Unidas, em Nova Iorque, na representação permanente junto da União Europeia, em Bruxelas e na missão de observação do processo de Timor-Leste, tendo ainda desempenhado diversos cargos, nomeadamente, em Lisboa, no ministério dos negócios estrangeiros. 
Entre esses merecem destaque a copresidência do grupo de trabalho interministerial para a reconstrução política, de segurança e económica do Iraque, tendo sido enviado especial do ministro dos negócios estrangeiros e das comunidades portuguesas e representante pessoal do ministro da economia ao Iraque; bem como os de correspondente europeu adjunto na direção de serviços da política externa e de segurança comum; diretor de serviços das Américas; subdiretor-geral dos assuntos consulares e das comunidades portuguesas; e diretor executivo do Centro Norte-Sul do Conselho da Europa.

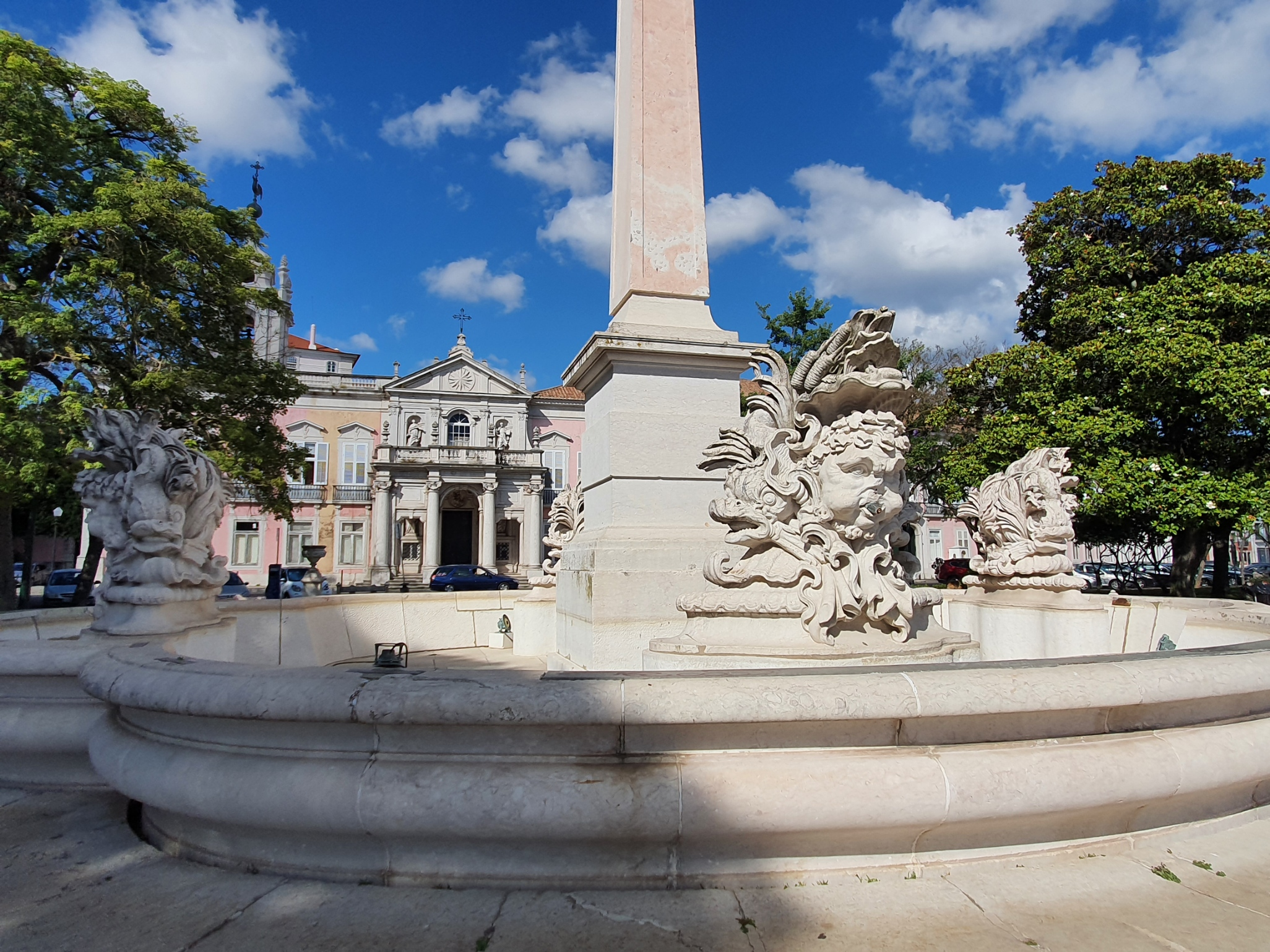
Palácio das Necessidades, em Lisboa, sede do ministério dos negócios estrangeiros de Portugal, onde o diplomata António Gamito desempenhou diversos cargos

## Biografia

### Carreira diplomática
- Licenciado em Direito pela Universidade Livre de Lisboa, foi aprovado no concurso de admissão aos lugares de adido de embaixada, aberto, pelo  Ministério dos Negócios Estrangeiros, em 31 de dezembro de 1987; [1][2][3][4]

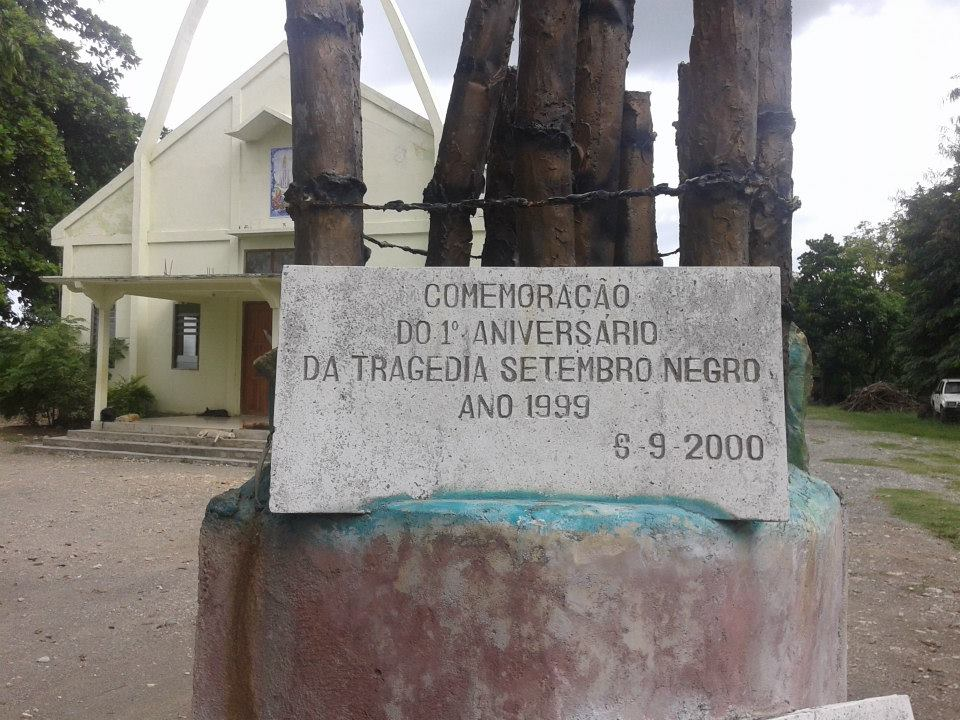
Placa memorial em Timor-Leste assinalando a tragédia que foram os ataques das milícias armadas em setembro de 1999

- adido de embaixada, na Secretaria de Estado, em 16 de fevereiro de 1989, sendo promovido a secretário de embaixada, em 7 de junho de 1991, estando colocado na direção de serviços do Médio Oriente e Magrebe e aí participado, em 1992, na primeira presidência portuguesa da União Europeia; [1][2][3][5]

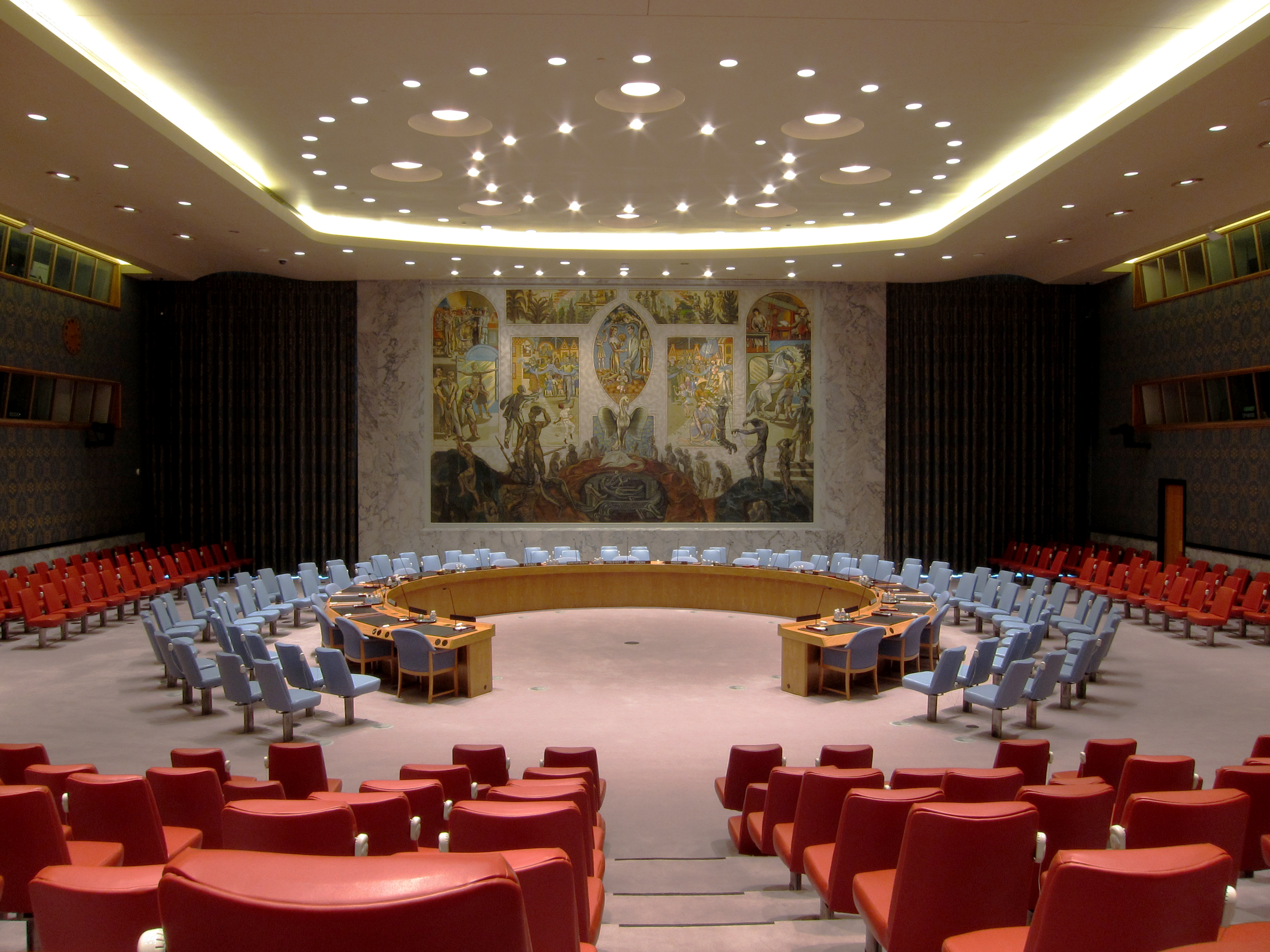
Câmara do Conselho de Segurança da ONU em Nova Iorque

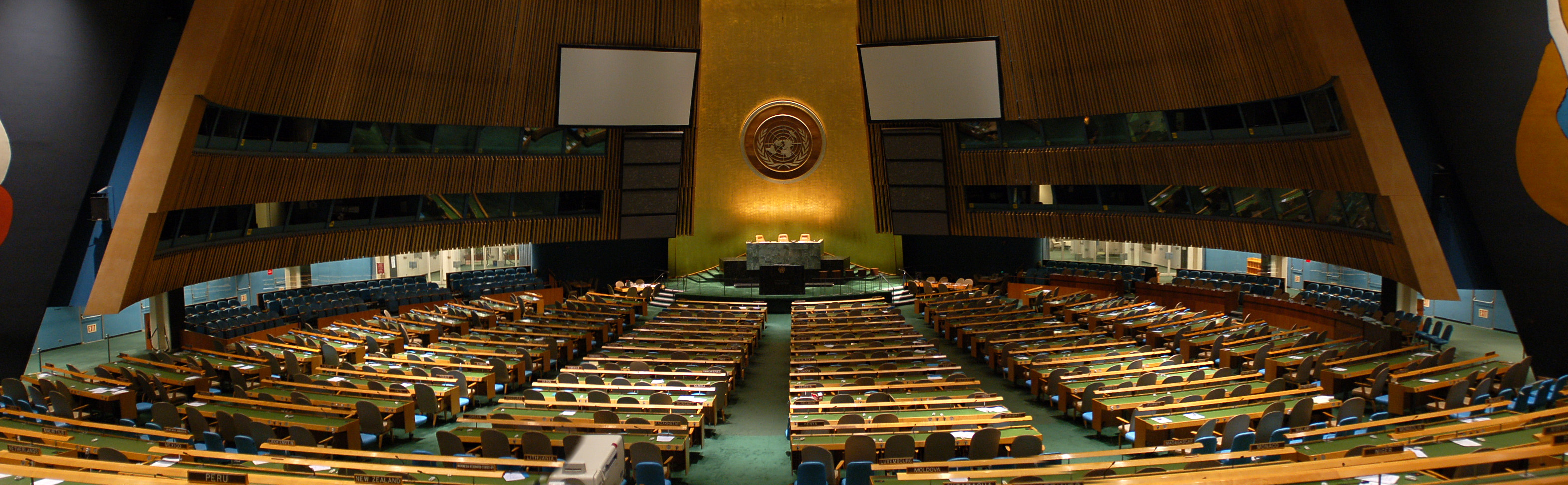
Visão interna da Assembleia Geral das Nações Unidas

- na missão permanente de Portugal junto da Organização das Nações Unidas, em Nova Iorque, em 10 de setembro de 1994, sendo promovido, a primeiro-secretário de embaixada, em 2 de março de 1998; [1][2][3]. Em 1994, 1995, 1996 e 1997, integrou a delegação de Portugal à 49.ª, 50.º, 51ª e 52ª sessões da Assembleia Geral das Nações Unidas;[6][7][8][9]; no biénio de 1997-1998, integrou a equipa que assegurou o mandato de Portugal enquanto membro do Conselho de Segurança das Nações Unidas e durante as duas presidências portuguesas daquele órgão (abril de 1997 e junho de 1998), tendo a seu cargo os pelouros de Médio Oriente e Magrebe, Ásia e Timor-Leste; [10][5], bem como participou nas negociações para a autodeterminação e independência de Timor-Leste, tendo, em maio de 1998, integrado, juntamente como o embaixador Fernando Neves e Ana Gomes, a delegação portuguesa à 4ª ronda negocial Portugal-Indonésia sobre Timor-Leste, mediada pelas Nações Unidas e ocorrida após a realização em Portugal da Convenção Timorense, que procedeu a uma reorganização da resistência no exterior. [11]

- na representação permanente de Portugal junto da União Europeia, em Bruxelas, de agosto de 1998 a agosto de 2001, participando, em 2000, na segunda presidência portuguesa da União Europeia e na criação, em janeiro de 2001, do Comité político e de segurança, órgão responsável por acompanhar a evolução da situação internacional e coordenar as posições de política externa, defesa e segurança comum dos Estados-membros da União Europeia; [1][2][3][5]

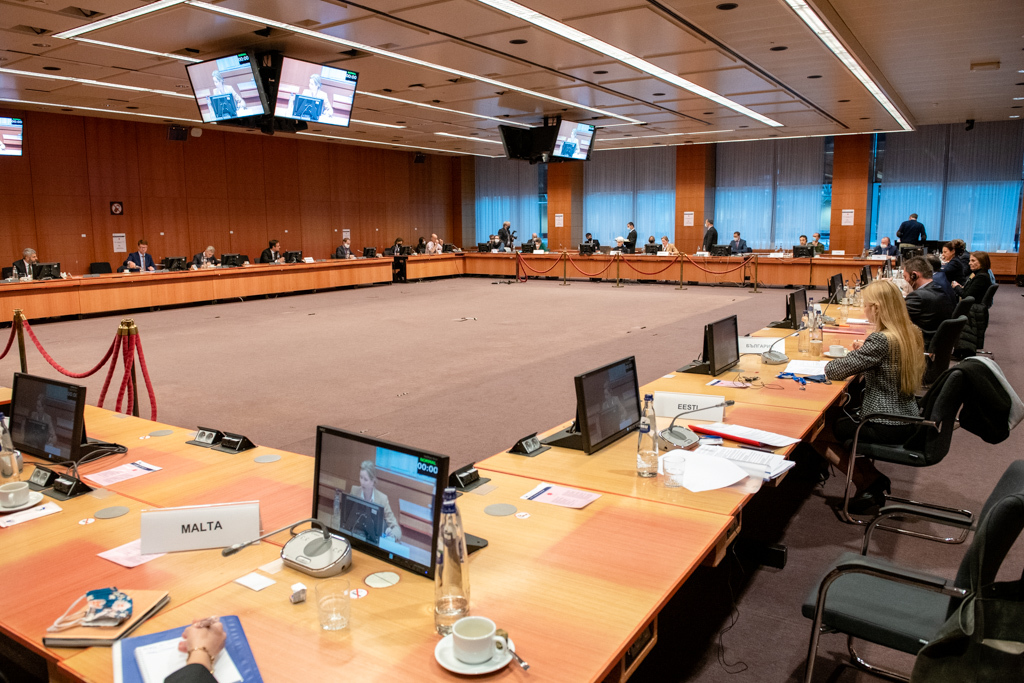
Sala onde o Comité político e de segurança da União Europeia reune, em regra bisemanalmente

- de 4 de junho a 4 de outubro de 1999, esteve, em comissão de serviço, em Timor-Leste, integrando a missão de observação portuguesa à consulta popular, organizada pelo Conselho de Segurança das Nações Unidas, para que o povo timorense decidisse livremente o futuro do território ante duas alternativas: autonomia especial, integrado à República da Indonésia; ou separação total desse país, com caminho livre rumo à independência. Ocorrida a 30 de agosto, após a divulgação dos resultados, a 4 de setembro, que deram uma vitória ao “sim” à independência com mais de 78%, viveu, em Díli, os ataques, organizados por militares indonésios, e a evacuação da missão portuguesa (chefiada pelo diplomata José Júlio Pereira Gomes, sendo António Gamito o número 2), no dia 10 desse mês, na sequência dos referidos atos de violência que levaram a que as casas e a sede da missão de observação portuguesa em Timor-Leste tivessem sido cercadas e atacadas por milícias armadas, tendo de se refugiarem na sede da UNAMET (Missão das Nações Unidas em Timor-Leste).[1][2][3][5][12][13][14][15][16]

- na Secretaria de Estado, em 28 de setembro de 2001, sendo chefe de divisão no gabinete de assuntos políticos especiais da direção-geral de política externa, a partir de 1 de outubro de 2001, e exercendo as funções de correspondente europeu adjunto na direção de serviços da política externa e de segurança comum; [1][2][3]

- no gabinete do diretor-geral de política externa, de 11 de abril a 9 de setembro de 2002, exercendo as funções de diretor de serviços interino, tendo sido promovido a conselheiro de embaixada, em 17 de maio de 2002; [1][2][3]

- foi copresidente do grupo de trabalho interministerial para a reconstrução política, de segurança e económica do Iraque, de março a dezembro de 2003, sendo enviado especial do ministro dos negócios estrangeiros e das comunidades portuguesas e representante pessoal do ministro da economia ao Iraque, de 24 a 30 de junho de 2003 e de 2 a 10 de outubro do mesmo ano; [1][2][3]

- na embaixada em Washington em 1 de março de 2004, aí permanecendo durante cinco anos, sendo responsável pela relação bilateral e transatlântica EUA-Portugal e trabalhado com as administrações dos presidentes George W. Bush e Barack Obama; [1][2][3][5]

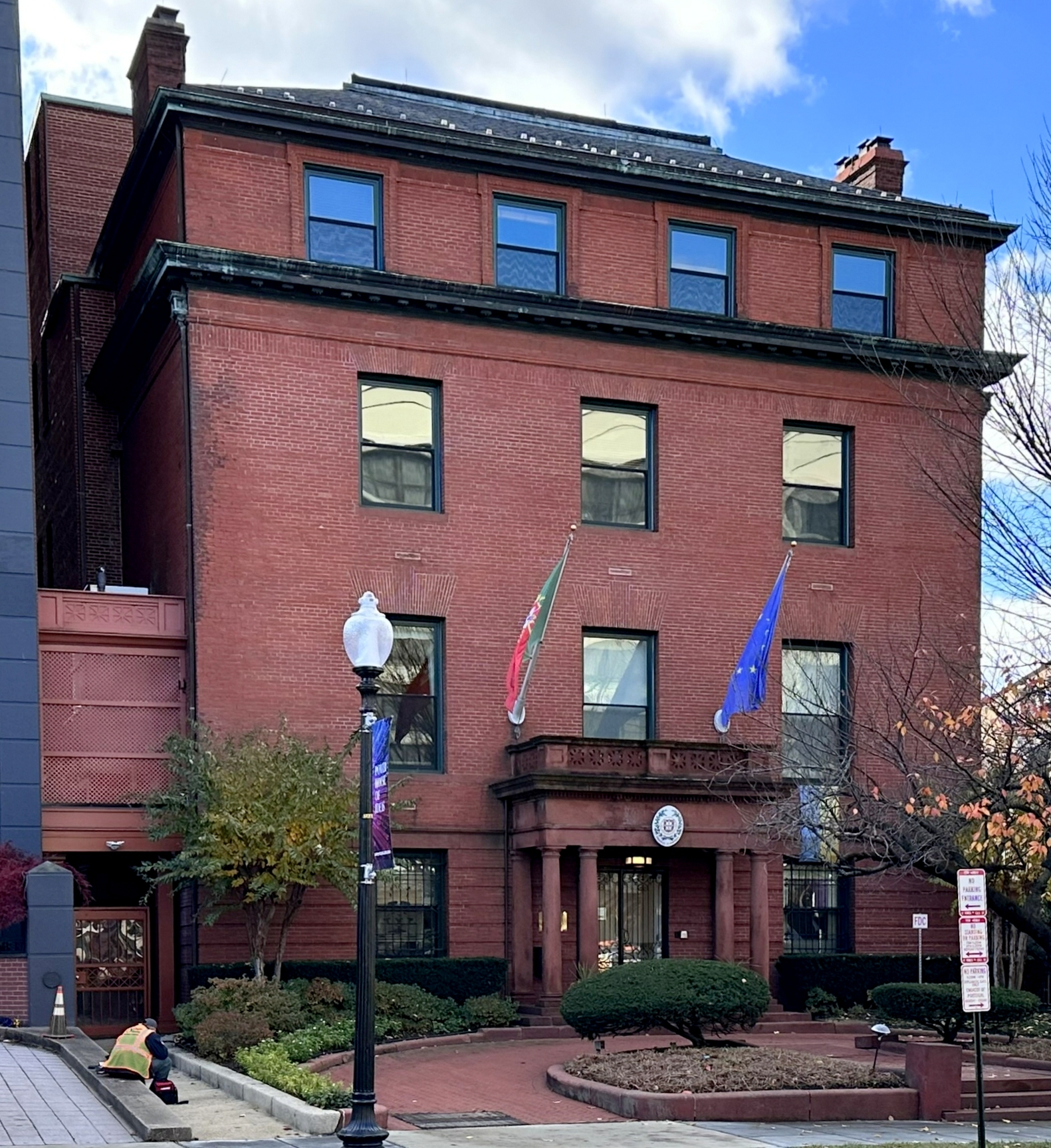
Embaixada de Portugal em Washington

- na Secretaria de Estado em 29 de setembro de 2009, sendo diretor de serviços das Américas da direção geral de política externa a partir de 29 de outubro de 2009; [2][3]

- subdiretor-geral dos assuntos consulares e das comunidades portuguesas em 1 de agosto de 2010, sendo promovido a ministro plenipotenciário de 2ª classe, em 30 de dezembro de 2011; [5][3]

- embaixador de Portugal na Argélia de 16 de março de 2013 a 1 de agosto de 2016; no desempenho dessa função privilegiou a negociação de projetos visando a promoção de ensino de ciências, cultura e língua portuguesa, no contexto do desenvolvimento de cooperação no ensino superior, bem como no aprofundamento das trocas comerciais entre os dois países e no estabelecimento de parcerias entre empresas portugueses e argelinas; [17][18][19][20][21][22][23][24][25][26][27][28]

- em 2017, foi diretor executivo do Centro Norte-Sul do Conselho da Europa, instituição, com sede em Lisboa, que tem por objetivo a promoção do diálogo, nomeadamente, intercultural entre o Norte e o Sul, fomentar a solidariedade e aumentar a consciencialização para a interdependência global, transmitindo os valores da democracia e dos direitos humanos, contexto em que é atribuído, anualmente, o prémio Norte-Sul do Conselho da Europa a duas personalidades, uma do norte e outra do sul, que se tenham distinguido pelo empenho na proteção dos direitos humanos, democracia e estado de Direito, contribuindo, deste modo, para o diálogo norte-sul e a interdependência. Nessa qualidade, organizou os Fóruns anuais daquela entidade, reunindo responsáveis políticos e representantes de organizações de vários países do Centro Norte-Sul, sendo um deles subordinado ao tema  "Interligando as pessoas", e tendo-se discutido, em quatro painéis, a crise das migrações, como evitar o populismo, a construção de sociedades inclusivas e o reforço do diálogo entre o Norte e o Sul. Na ocasião, mostrou a sua preocupação sobre «o bem-estar e o futuro do ser humano e a sua interdependência num mundo global», defendendo que «a Europa precisa de acolher migrantes, até do ponto de vista demográfico» e que "ostracizar e maltratar migrantes, em particular refugiados que fogem de guerra e de perseguição, é absolutamente hediondo". [29][30][31][5][32][33]

- embaixador de Portugal no Luxemburgo de 21 de novembro de 2018 a 14 de dezembro de 2022; cargo em que dedicou especial atenção quer à diplomacia económica, quer ao intercâmbio cultural e ao ensino e divulgação da língua portuguesa, nas escolas daquele Grão-ducado, bem como na defesa dos interesses da comunidade portuguesa no Luxemburgo, que é a maior de estrangeiros naquele país, em particular nos domínios laboral, da saúde e segurança social.  Participou, em 2021, na quarta presidência portuguesa da União Europeia, assegurando uma presidência em Lisboa, outra em Bruxelas e ainda outra em Washington, e manifestando, nesse período, serem prioridades, a par do combate à Pandemia de COVID-19, que então se vivia, o reforço de uma Europa cada vez mais global, social, verde e digital, assente no multilateralismo, no comércio internacional equilibrado, livre e de concorrência leal, apoiando a OMC (Organização Mundial do Comércio), capaz de atingir a neutralidade carbónica e as metas dos Acordos Climáticos de Paris, e, paralelamente, desenvolvendo capacidades em novas tecnologias e inovação para permitir comunicar de uma forma mais célere e à distância, bem como reforçando o modelo social europeu nas áreas do emprego, segurança social, saúde, e juventude. Mais revelou ter crescido no Estoril, gostar do mar, sendo praticante de vela, e de música, sobretudo clássica, em que destaca Beethoven e Mozart, e fado, colocando no topo deste género Amália Rodrigues e Mariza. Fã de Pavarotti e de Cesária Évora, considera-a como a cantora que melhor representa a lusofonia no mundo. [34][35][36][37][38][39][40][41][42][43][44][45][46][47][48][49][5][50]

## Escritos publicados
- Diplomacia económica - A componente económica da actividade diplomática; Lisboa; 2003; Arquivo da Defesa Nacional; [51]

- A Gestão de Crises na União Europeia; Lisboa; 2003; in Portugal e o futuro da Europa – III.2: Política externa e de segurança comum, Política europeia de segurança e defesa; Ministério dos negócios estrangeiros; Arquivo da Defesa Nacional; [52]

## Condecorações

### Ordens honoríficas de Portugal
Foi agraciado, pelo presidente da República Portuguesa, com:
- Grã-cruz da Ordem do Mérito (27 de fevereiro de 2013); [53]

### Ordens honoríficas de outros Estados
- Comendador da Ordem de Bernardo O’Higgins, do Chile (30 de setembro de 2001); [54]

- Comendador da Ordem da Coroa de Carvalho, do Grão-Ducado do Luxemburgo (11 de setembro de 2024). [54][55]